# Col du Fréjus
Pour les articles homonymes, voir Fréjus (homonymie).
Le col du Fréjus (en italien colle del Fréjus), à 2 538 ou 2 539 mètres d'altitude, est un col qui se situe au-dessus de la vallée de la Maurienne et du val de Suse, au bord occidental du massif du Mont-Cenis. Ouvert entre la Punta Nera (en) (3 046 mètres) et la pointe du Fréjus (2 934 mètres), il fait partie de la frontière entre la France et l'Italie.
Il relie Modane en France (au nord) à Bardonnèche en Italie (au sud).
Le tunnel ferroviaire du Mont-Cenis (achevé en 1871) et le tunnel routier du Fréjus (mis en service en 1980) transitent dans le sous-sol, un peu à l'est du col.

## Accès
Côté français, un ancien chemin stratégique part de la station de ski de Valfréjus.
Côté italien, on accède au col depuis Bardonnèche.

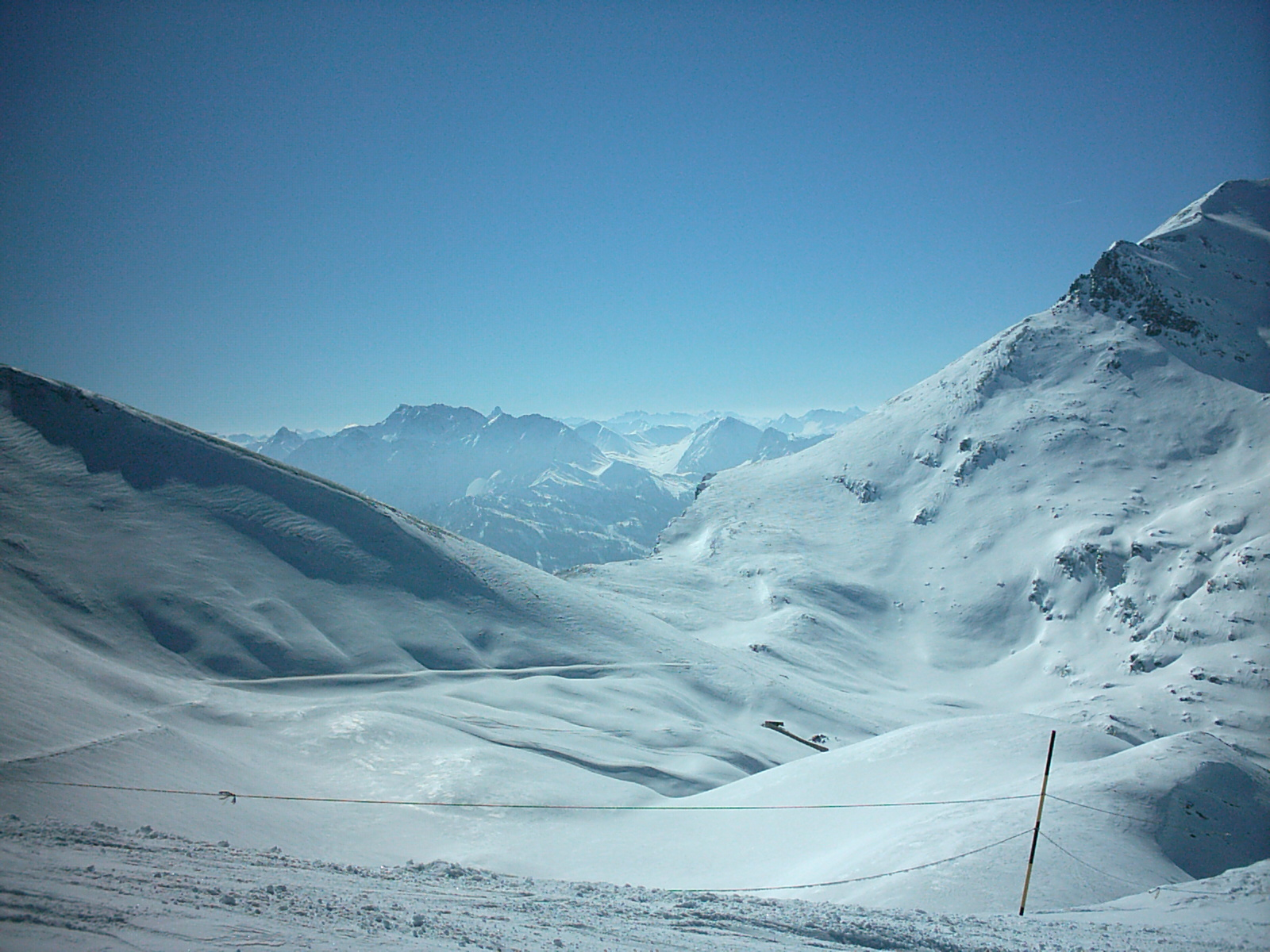
Vue du col par le versant français en février.